# Giovanni Battista Quadrone
Giovanni Battista Quadrone (Mondovì, 5 gennaio 1844 – Torino, 23 novembre 1898) è stato un pittore italiano.

## Biografia

### Gli anni della formazione (1861 - 1868)
Di famiglia benestante (suo padre era un imprenditore attivo nel commercio e nella vendita di marmo), poté assecondare le sue inclinazioni artistiche, rinunciando alla redditizia attività familiare, per iscriversi nel 1861 all'Accademia Albertina di Torino, che frequenterà come allievo di Enrico Gamba prima e di Gaetano Ferri poi, segnalandosi subito nei concorsi annuali e vincendo nell'anno del diploma (1868) il primo premio al concorso triennale con la tela Eudoro e Cimodocea nel Colosseo nel momento di essere aggrediti dalla fiera (scena tratta dal popolare romanzo storico Les Martyrs di Chateaubriand).
A questa data però aveva già partecipato ed esposto alla Promotrice di Torino (nel 1865 con la tela Vittor Pisani in carcere e nel 1866 con Amleto nel camposanto, ora alla GAM di Torino), seppur con la qualifica di "allievo dell'Accademia Albertina, scuola del cav. Ferri". Sono anni di fatto in cui è forte l'influenza del suo maestro, legato ancora ad una pittura di genere con scene istoriate, ma che Quadrone seppe in qualche modo mediare ed "alleggerire", utilizzando dei soggetti letterari o scene in costume dal sapore teatrale, suscitando l'interesse da parte della borghesia e decretandone un immediato successo.

### Il «Meissonnier italiano» (1870 - 1880)

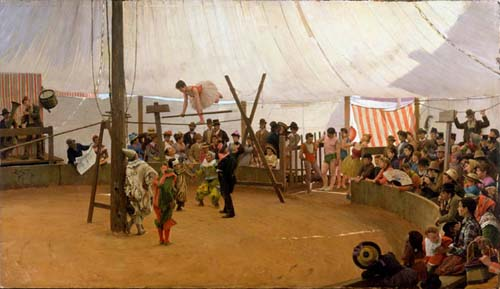
Il circo, 1894

Nel 1870 soggiornerà a Parigi, dove frequenterà lo studio di Jean-Léon Gérôme, con l'obiettivo di arricchire la sua esperienza formativa anche con le espressività transalpine; il precipitare degli eventi nella guerra franco-prussiana lo costringeranno però a rientrare in Italia già nell'ottobre dello stesso anno, per poi trasferirsi a Torino. Qui Quadrone metterà a frutto la seppur breve esperienza francese elaborando una pittura precisa e meticolosa, e passando dai soggetti storico – letterari a scene di vita quotidiana in costume, a volte ironici o eccessivamente teatrali, tanto da essere successivamente definito il "Meissonier italiano".  Sono di questo periodo infatti le opere Un giullare, esposto alla Promotrice di Torino nel 1871, Soliloquio, esposto alla Promotrice di Torino nel 1875, Uff, com'è dura, o Ah, briccone! queste ultime del 1874 ed esposte entrambe a Firenze alla Galleria d'arte di Luigi Pisani, con cui aveva sottoscritto un contratto biennale (poi tacitamente rinnovato), che portò i suoi dipinti a raggiungere in poco tempo (grazie all'oculata gestione del mercante fiorentino) valutazioni assai elevate.

### La maturità: il tema della caccia e la pittura di paesaggio (1880 – 1898)
La crisi economica mondiale e la conseguente stagnazione del mercato antiquario inducono Quadrone a cercare nuovi sbocchi di mercato in Europa, soprattutto in Inghilterra, Francia e nell'area prussiana. Varierà nuovamente dunque i suoi soggetti pittorici, passando ad una pittura di paesaggio e dai soggetti venatori (questi ultimi derivati dalla sua passione per la caccia e dalla sua notorietà quale esperto in cinegetica), superando le leziosità e gli artifici leziosi dei precedenti dipinti per arrivare ad una descrizione più serrata ed autentica. Con questi soggetti Quadrone raggiungerà il pieno della sua maturità artistica, mediata dallo studio del vero (tramite soprattutto i suoi soggiorni in Sardegna), e che porteranno alla definitiva consacrazione della sua arte, con acquisizioni importanti da parte delle istituzioni museali (Una vecchia berlina e Vergognosa, acquisite dalla Galleria civica d'arte moderna e contemporanea di Torino; Ritorno, acquisita dalla Galleria d'arte moderna di Roma).
La città di Torino gli ha intitolato una via nel quartiere Madonna di Campagna.

## Principali mostre ed esposizioni
- 1899 - Esposizione Postuma alla Società promotrice delle Belle Arti di Torino
- 1949 - Torino. Mostra commemorativa di Alberto Pasini e Giovanni Battista Quadrone. A cura di Marziano Bernardi
- 1998 - Mondovì (CN). Giovan Battista Quadrone
- 2002 - Torino (GAM). Giovanni Battista Quadrone. A cura di Giuseppe Luigi Marini
- 2014 - 2015 - Torino. Museo Accorsi-Ometto. Giovanni Battista Quadrone. Un “iperrealista” nella pittura piemontese dell'Ottocento. (A cura di Giuseppe Luigi Marini)

## Giovanni Battista Quadrone nei musei
- Galleria d'arte moderna di Roma
- Galleria civica d'arte moderna e contemporanea GAM di Torino
- Museo Francesco Borgogna di Vercelli
- Museo del Territorio Biellese di Biella